# Schreineria geniculata
Schreineria geniculata är en stekelart som först beskrevs av Tohru Uchida 1932.  Schreineria geniculata ingår i släktet Schreineria och familjen brokparasitsteklar. Inga underarter finns listade i Catalogue of Life.